# Ethniki Odos 66
Die Ethniki Odos 66 (griechisch Εθνική Οδός 66 ‚Nationalstraße 66‘) ist eine Straßenverbindung in Griechenland, die die Straße EO 7 bei Nemea mit der Straße EO 74 in Levidi verbindet und eine alternative Route zwischen Korinth und Tripoli eröffnet.

## Verlauf
Die Straße zweigt in Dervenakia nach Westen von der Ethniki Odos 7 ab und quert die Autobahn Aftokinitodromos 7 (Europastraße 65) bei der Anschlussstelle 8 Nemea. Sie führt über Archea Nemea nach Nemea (griechisch Νεμέα) und von dort über Aidonia nach Galatas. Von dort steigt sie an und führt nach Südwesten mit mehreren Serpentinen weiter über den Pass, der den Berg Oligirtos vom Trachy-Berg trennt, nach Kandila (Κανδήλα). Von Kandila setzt sie sich über Orchomenos nach Levidi (Λεβίδι) fort, wo sie auf die Ethniki Odos 74 trifft und an dieser endet.